# (846) Lipperta
(846) Lipperta est un astéroïde de la ceinture principale découvert le 26 novembre 1916 par l'astronome allemand Knut Anton Walter Gyllenberg à l'observatoire de Hambourg.
Sa désignation provisoire était 1916 AT.